# خرومتش
خرومتش (به چکی: Chromeč) یک منطقهٔ مسکونی در جمهوری چک است که در ناحیه شومپرک واقع شده‌است. خرومتش ۵٫۴۸ کیلومتر مربع مساحت و ۵۸۰ نفر جمعیت دارد و ۲۹۷ متر بالاتر از سطح دریا واقع شده‌است.